# Conceição Ferreira
Maria Conceição da Costa Ferreira (13 marzo 1962) è un'ex mezzofondista e maratoneta portoghese.

## Palmarès
| Anno | Manifestazione  | Sede     | Evento            | Risultato | Prestazione | Note |
| ---- | --------------- | -------- | ----------------- | --------- | ----------- | ---- |
| 1988 | Giochi olimpici | Seul     | Maratona          | 20ª       | 2h34'02"    |      |
| 1994 | Europei         | Helsinki | 10000 metri piani | Argento   | 31'32"82    |      |

## Altre competizioni internazionali
1988
- Argento alla Maratona di Parigi ( Parigi) - 2h35'25"

1989
- Bronzo alla Maratona di Tokyo ( Tokyo) - 2h34'09"

1990
- Argento alla Maratona di Tokyo ( Tokyo) - 2h33'48"
- Oro alla Pittsburgh Marathon ( Pittsburgh) - 2h30'34"